# Berberis heteropoda
Berberis heteropoda är en berberisväxtart som beskrevs av Alexander Gustav von Schrenk. Berberis heteropoda ingår i släktet berberisar, och familjen berberisväxter. Inga underarter finns listade i Catalogue of Life.